# Lindesnes

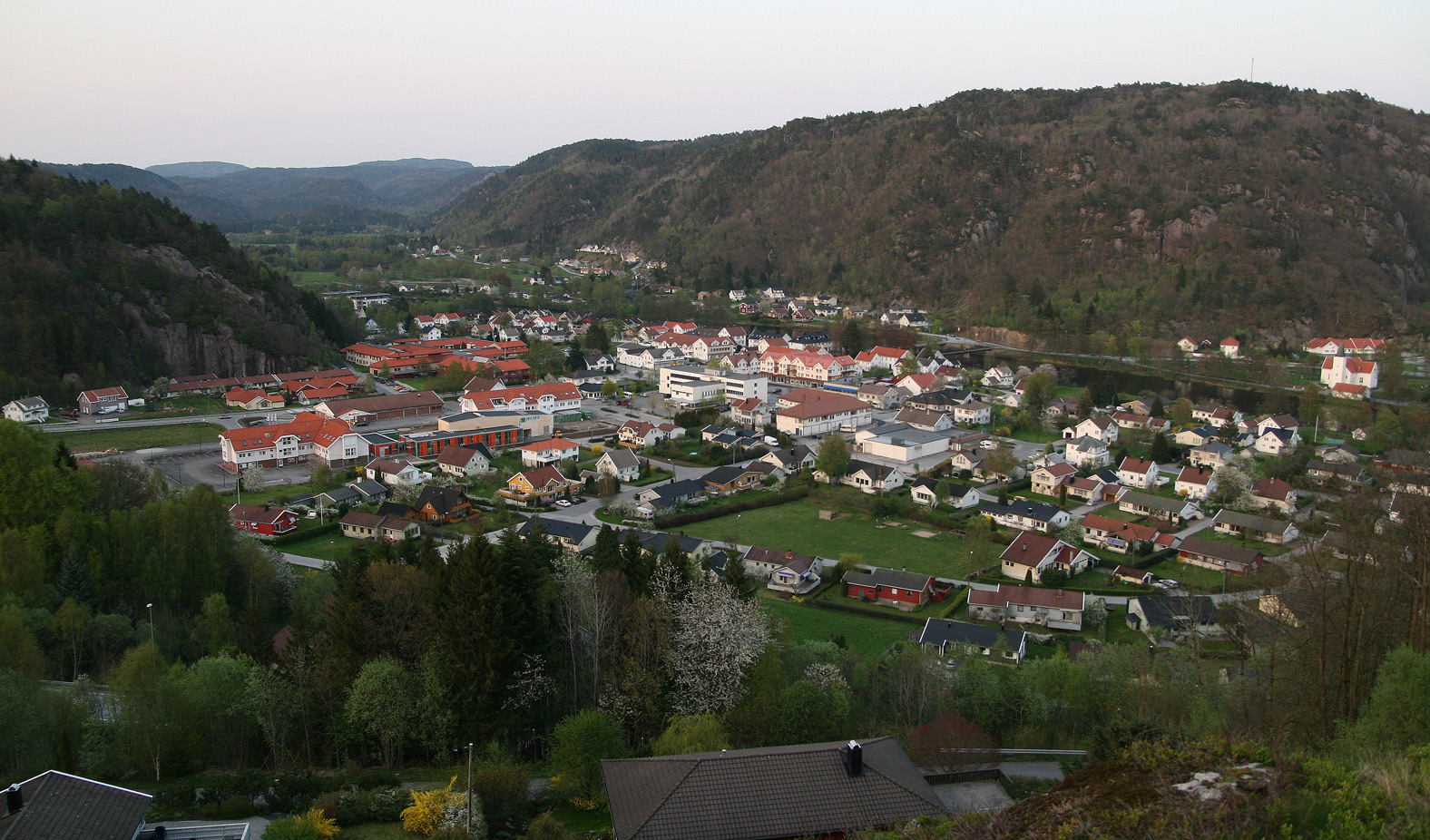
Vigeland, Verwaltungssitz bis 2019

Lindesnes ist eine Kommune in der Provinz Agder in Norwegen. Sie entstand neu zum 1. Januar 2020. Die größte Stadt in Lindesnes ist Mandal, die das kommunalpolitische Zentrum ist. In der gleichnamigen Kommune, die von 1964 bis 2019 existierte, war dies Vigeland.

## Gemeinde

### Name
Der Name stammt vom Wort Lidandi aus der altnordischen Sprache ab. Lida bedeutet „Gefahr, Ende“ und so bedeutet Lidandi „Landzunge, wo das Land aufhört“.

### Wappen

Wappen von Lindesnes (bis 2019)

Das Wappen von Lindesnes (alte Kommune) zeigte einen silbernen Leuchtturm auf blauem Grund. Er sollte den Lindesnes-Leuchtturm darstellen. Seit 1986 war das Wappen zugelassen.

### Tusenårssted
Die alte Gemeinde wählte den Lindesnes-Leuchtturm zur Tusenårssted.

### Entstehung, Grenzveränderungen und Nachbargemeinden
Die alte Gemeinde Lindesnes entstand 1964 durch die Zusammenlegung der bis dahin eigenständigen Kommunen Spangereid, Vigmostad und Sør-Audnedal. Sie grenzte im Westen an Lyngdal, im Norden an Audnedal, im Nordosten an Marnardal und im Osten an Mandal.
Zum 1. Januar 2020 wurde im Zuge der Kommunalreform in Norwegen eine neue Kommune Lindesnes zusammen mit den Kommunen Mandal und Marnardal gegründet.

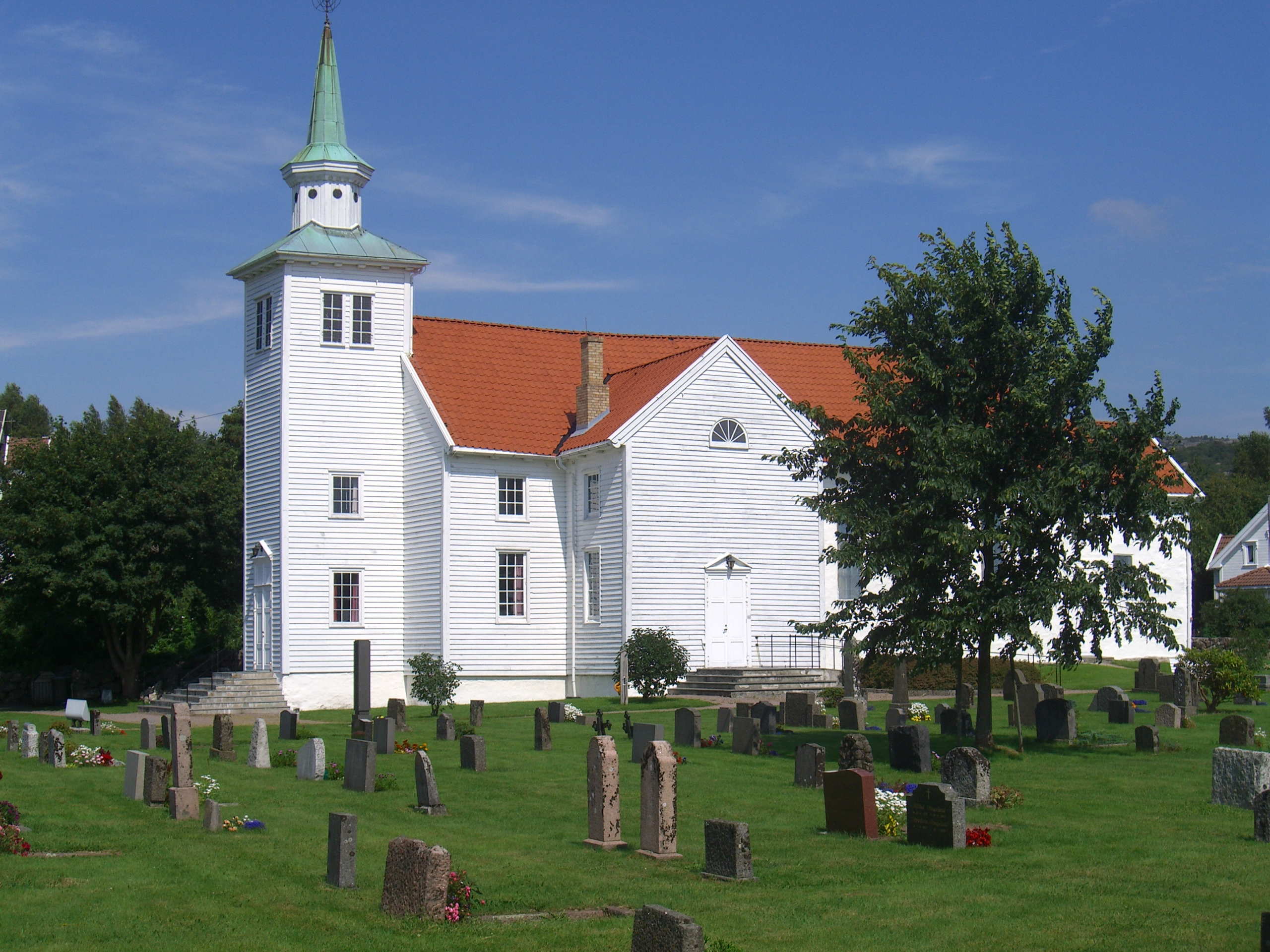
Kirche Spangereid

| Gemeinde        | Einwohner 1. Januar 2019 | Fläche in km² |
| --------------- | ------------------------ | ------------- |
| Lindesnes       | 4.953                    | 316           |
| Mandal          | 15.659                   | 222           |
| Marnardal       | 2.297                    | 397           |
| Lindesnes (neu) | 22.909                   | 935           |

## Geografie

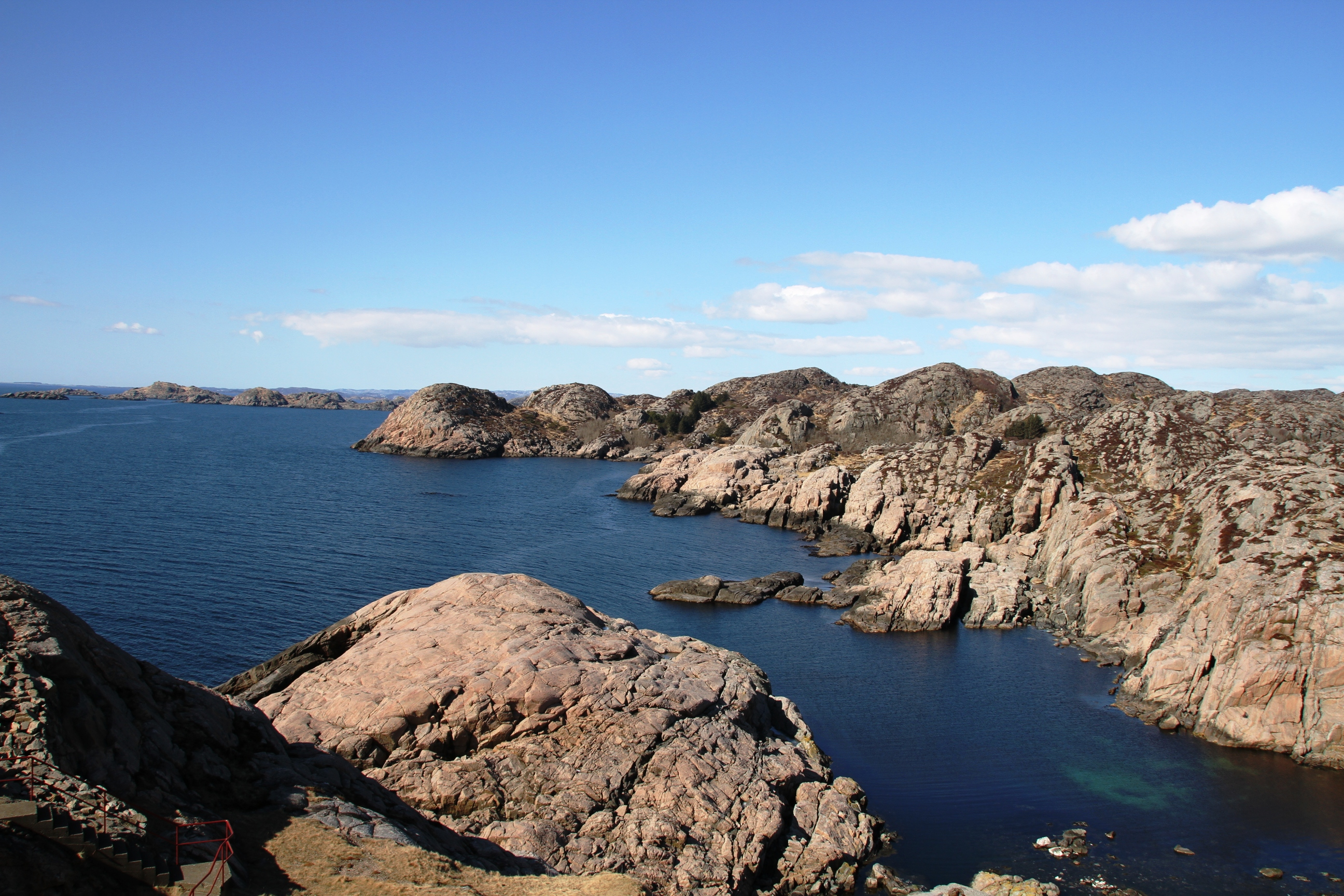
Küste der Lindesnes-Halbinsel

Die Landschaft der Gemeinde Lindesnes ist hügelig und seenreich. Im Südwesten liegt die Halbinsel Lindesnes. Sie bildet den südlichsten Festlandspunkt Norwegens. Im Westen wird sie durch den Grønsfjord und im Nordosten durch den Lenesfjord von der Gemeinde Lyndal getrennt. Die schmalste Stelle der Halbinsel befindet sich in Spangereid, wo der Lenesfjord seit 2007 durch den Spangereidkanal mit der Küste verbunden ist. Die Küste besitzt einen vorgelagerten Schärengarten mit mehreren größeren Inseln. Die größten von ihnen sind Underøy, Østre und Vestre Imsa, Våre und Svinør. Des Weiteren schneiden kleine Fjorde und Buchten die Küstenlinie ein, darunter sind der Rema- und der Syrdalsfjord sowie die Ramslandsvåg und die Tjømsvåg. Von Norden nach Süden fließt der Fluss Audna. An ihm entlang reihen sich viele kleine Ortschaften, bevor er Vigeland passiert und bei Snig in den Snikfjord mündet. Der größte See der Gemeinde ist der längliche Tarvatnet, welcher sich südwestlich von Vigeland und südöstlich der Rymtelandsheia befindet. Solekringla ist mit 355 moh. die größte Erhebung.

## Wirtschaft und Infrastruktur

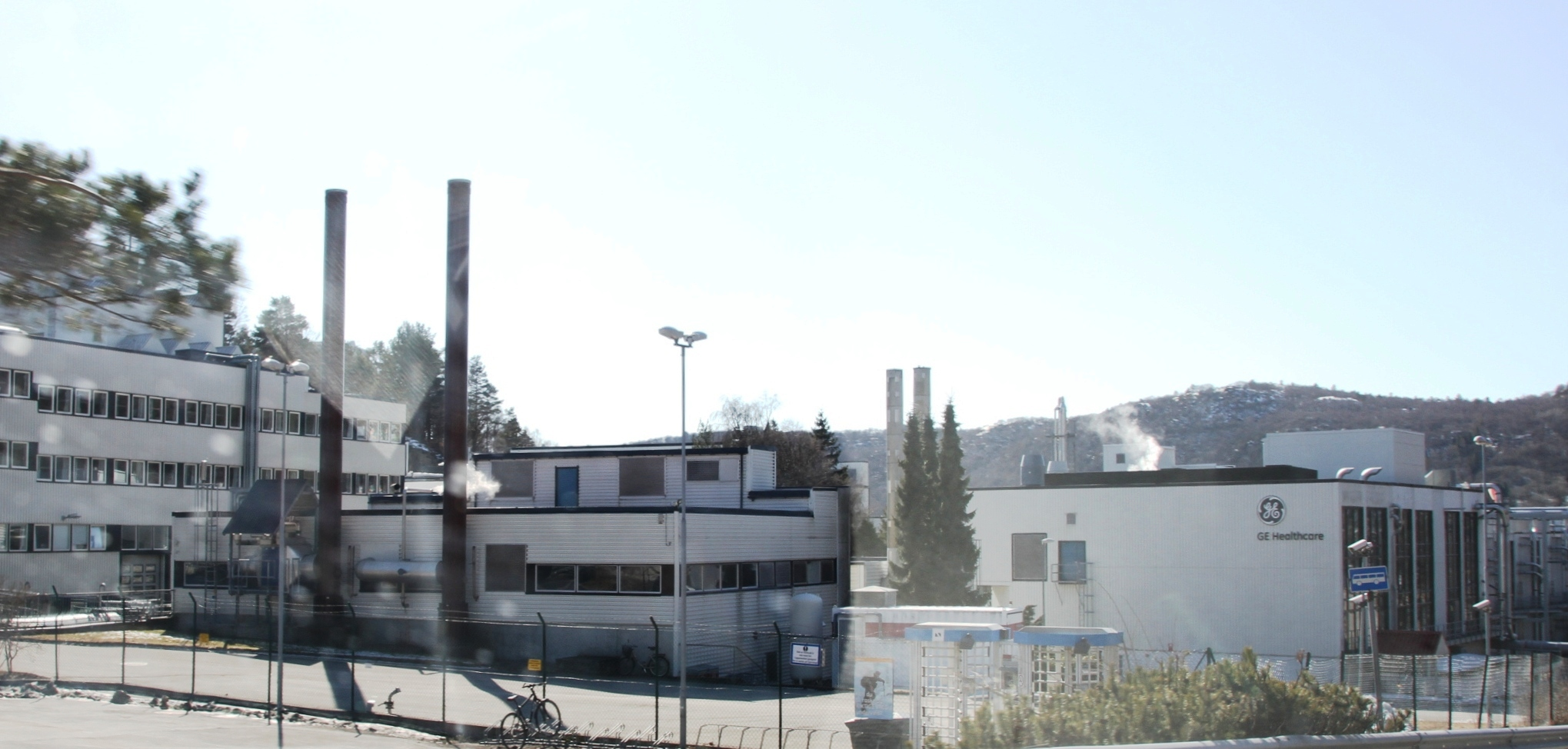
GE Healthcare Lindesnes

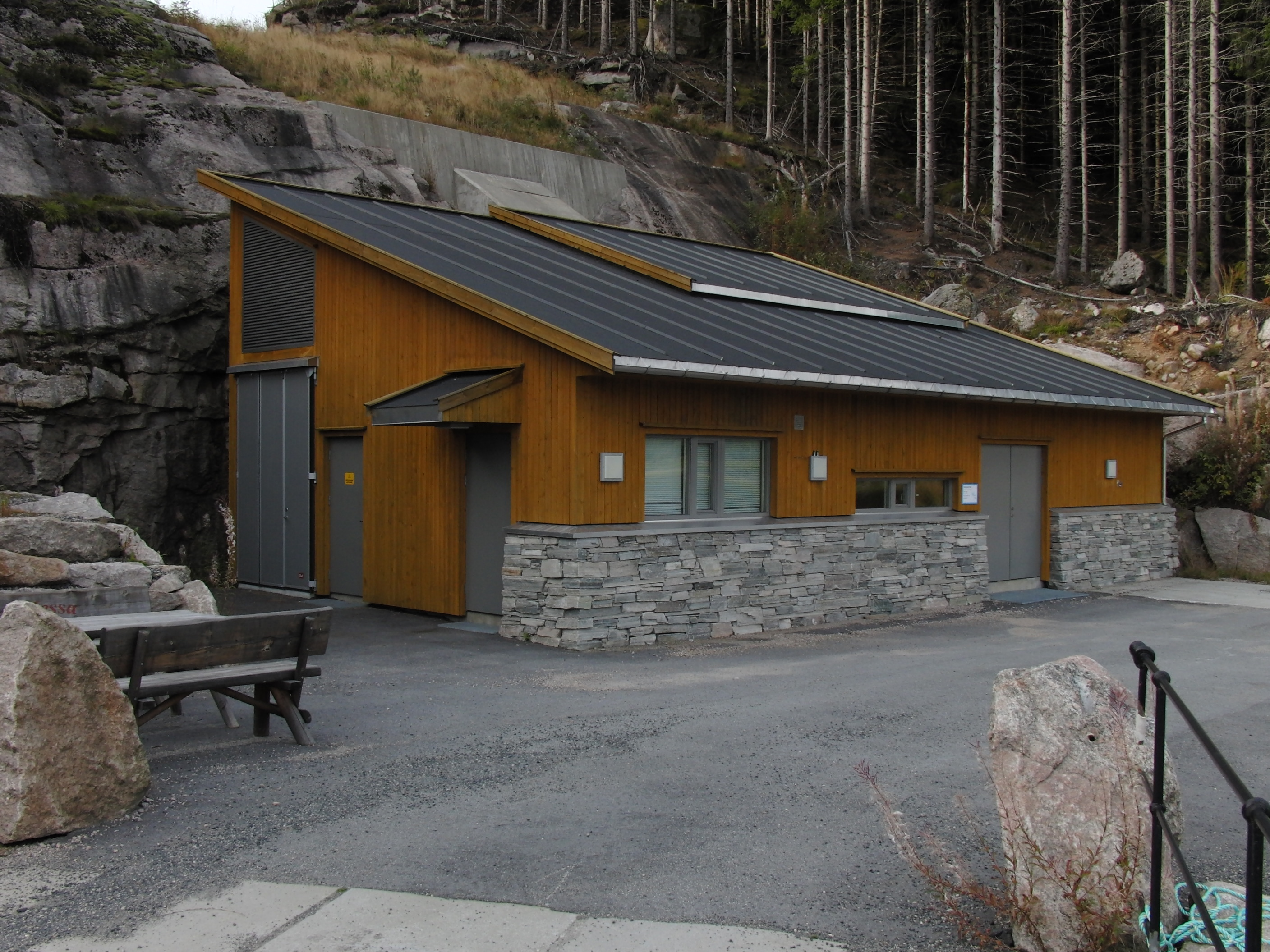
Færåsen-Kraftwerk

### Verkehr
Von Lyngdal nach Mandal durchquert die Europastraße 39 in Ost-West-Richtung durch die Kommune und passiert Vigeland. Von der Südspitze am Lindesnes-Leuchtturm startet der Fylkesvei 460. Er verläuft Richtung Norden entlang der Audna bis in die Gemeinde Audnedal. In Spangereid zweigt der Fylkesvei 410 nach Jåsund in der Gemeinde Lyngdal ab. Ab Vigeland führt der Fylkesvei 407 in Richtung Süden bis nach Tjøm. Nach Norden verläuft der Fylkesvei 402 ab Vigeland parallel zum Fylkesvei 460 auf der westlichen Seite der Audna. In Höhe Buhølen macht die Straße einen Bogen westwärts um in Tryland nördlich von Vigmostad auf den Fylkesvei 460 zu stoßen. Der Fylkesvei 404 zweigt südlich von Skofteland in Richtung Smedland (Gemeinde Mandal) ab. Nahezu parallel verläuft nördlich der Fylkesvei 306 nach Manneråk (Gemeinde Marnadal). Die im Norden liegenden Straßen Fv320 und Fv406 führen ebenfalls ins Marnadal.

### Industrie

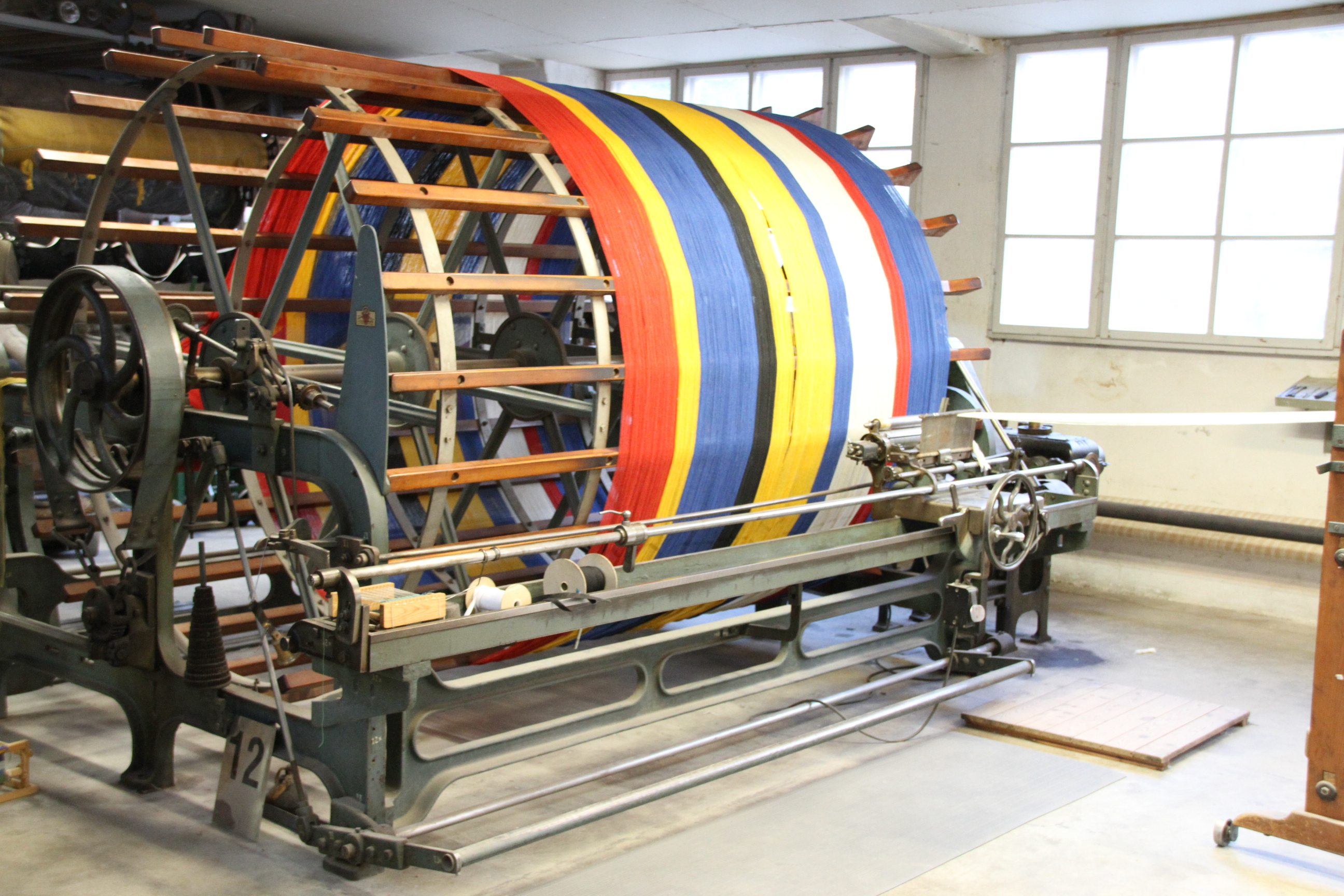
Tuchfabrik Sjølingstad

Den Hauptsektor der Industrie Lindesnes’ stellt die Chemiebranche mit 3/4 der Beschäftigten dar. Der Hauptarbeitgeber ist das GE Healthcare Werk in der Nähe von Spangereid. Dort werden die Grundstoffe für Röntgenkontrastmittel hergestellt. Traditionell ist die Fischerei in der Kommune, aber auch die Lebensmittelverarbeitung, Holz- und Textilindustrie sind in der Gemeinde ansässig. 13 % der Arbeitsplätze sind im Maschinenbau angesiedelt.
In Lindesnes gibt es mehrere Wasserkraftwerke. Das von Norsk Grønnkraft AS betriebene Grislefoss Kleinkraftwerk wird aus dem See Grislevatnet gespeist und produziert 2,8 GWh jährlich. Seit 2009 ist das Kleinkraftwerk Færåsen zwischen den Seen Eptevann und Brådlansvatn fertiggestellt. Es produziert 6 GWh und wird von Agder Energi betrieben. Das Tyrland Kraftwerk, ebenfalls von Agder Energi betrieben, liefert 25 GWh und wird aus den Seen Sundsvatn, Eptevatn und Lelandsvatn gespeist. Dieses Kraftwerk existiert seit 1922. Darüber hinaus wurde auf der Lindesnes Halbinsel 1998 ein Windpark mit 5 Turbinen errichtet. Dieser produziert 750 kW.

### Tourismus

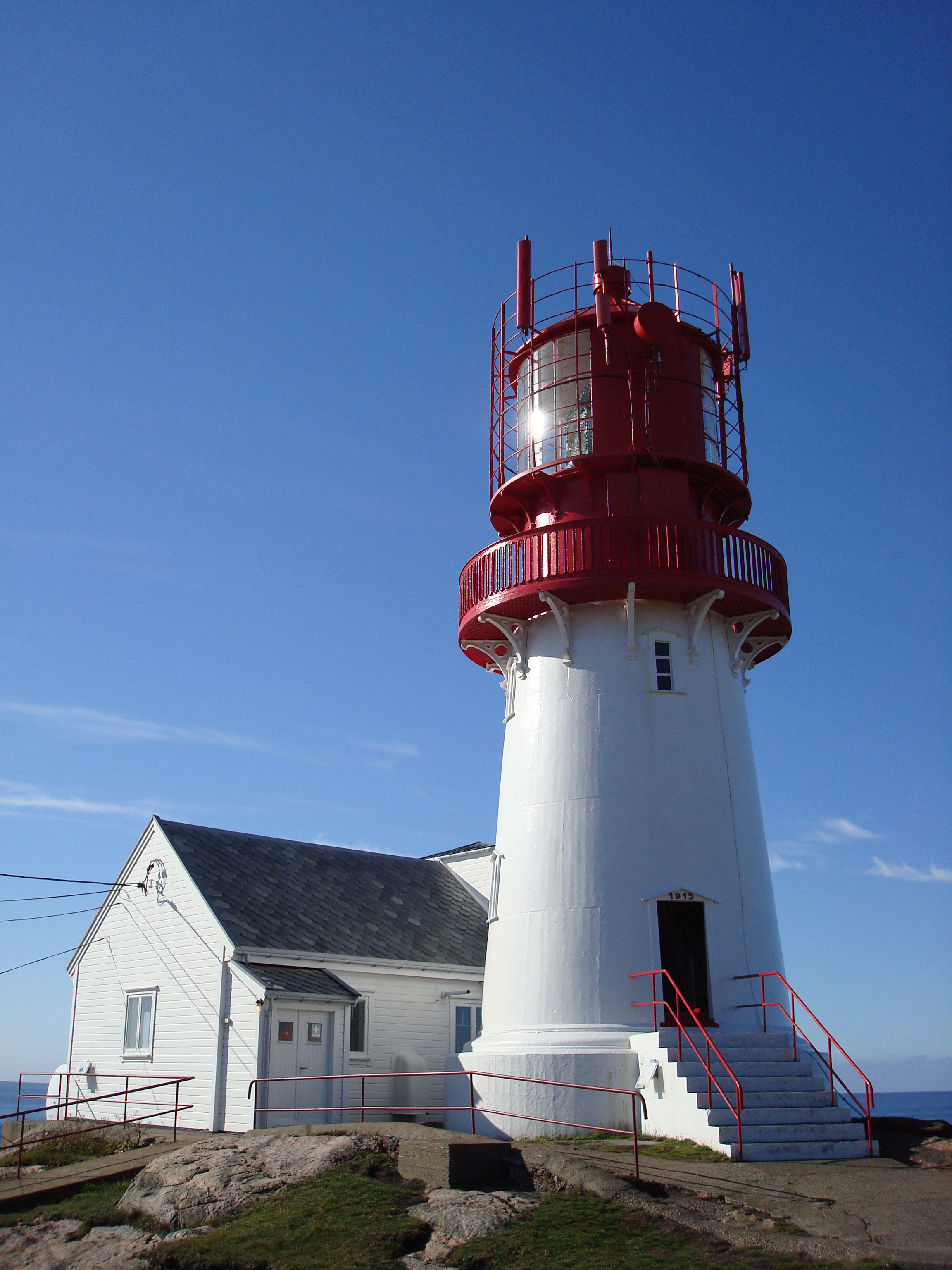
Leuchtturm am Kap Lindesnes

Bekannt ist die Kommune vor allem durch das Kap Lindesnes, den südlichsten Festlandspunkt Norwegens (der südlichste Punkt von Norwegen ist die kleine, unbewohnte Insel „Litleodd“ (57° 57' 35" N, 7° 34' 05" E) südwestlich von Mandal und südlich von Tregde). Bis zum Nordkap sind es vom Kap Lindesnes 1.682 km Luftlinie. Dort liegt auch der südlichste Sandstrand Norwegens und das Lindesnes fyr, das älteste Leuchtfeuer des Landes (erbaut 1655). Der heutige Leuchtturm stammt aus dem Jahr 1915. In der unmittelbaren Umgebung des Leuchtturms befinden sich zahlreiche gut erhaltene Bunkeranlagen aus dem Zweiten Weltkrieg, die größtenteils frei begehbar sind. Eine weitere Sehenswürdigkeit ist die Galerie des Bildhauers Gustav Vigeland. In der Gegend um Lindesnes sind Outdooraktivitäten wie Angeln, Rafting oder die Teilnahme an einer Elchsafari interessant für Touristen.

## Kultur und Sehenswürdigkeiten
Theater und Museen
- Tuchfabrik Sjølingstad
- Heimatmuseum Lindesnes
- Gustav Vigeland Galerie

Bauwerke
- Lindesnes Leuchtturm
- Spangereidkanal

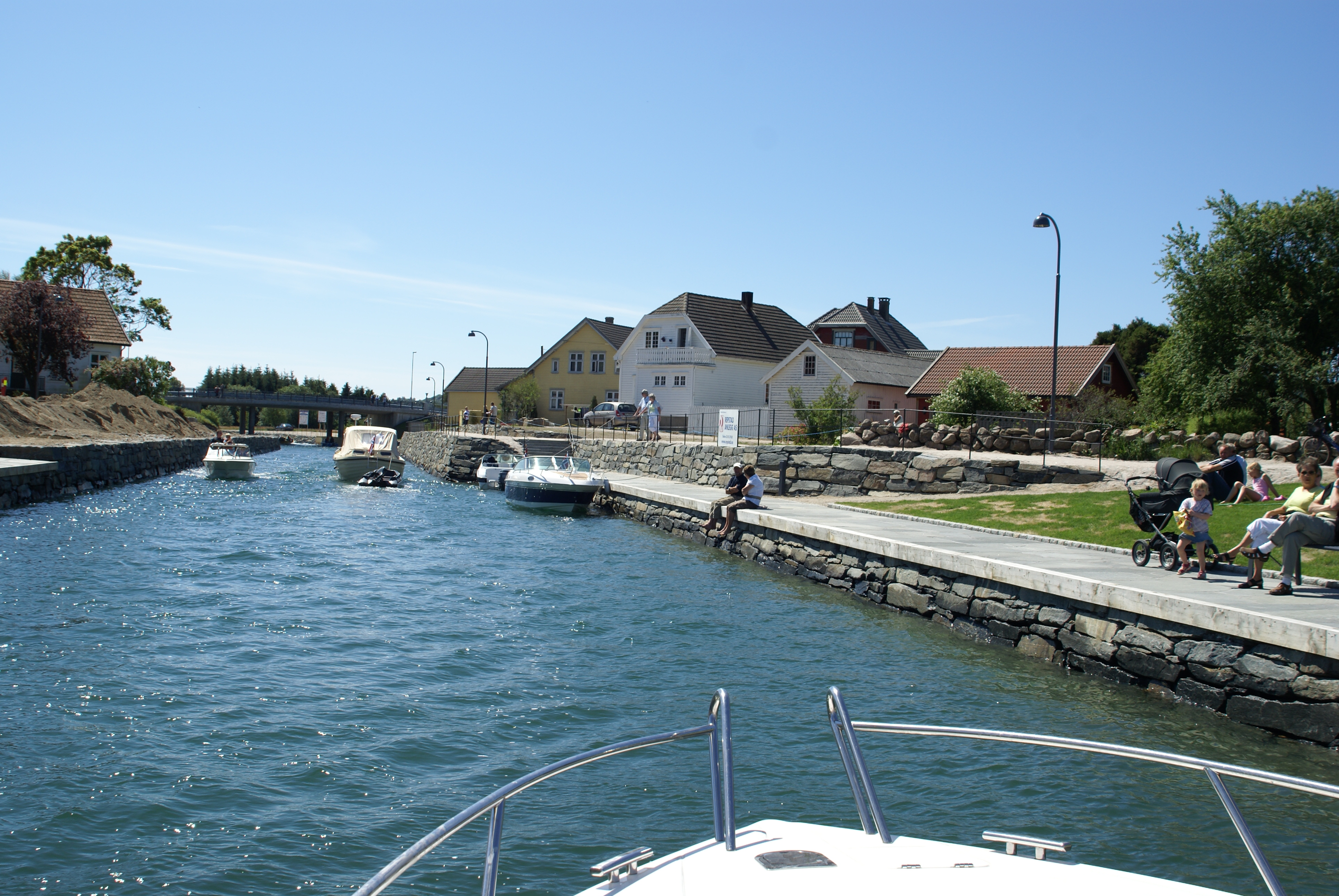
Spangereidkanal

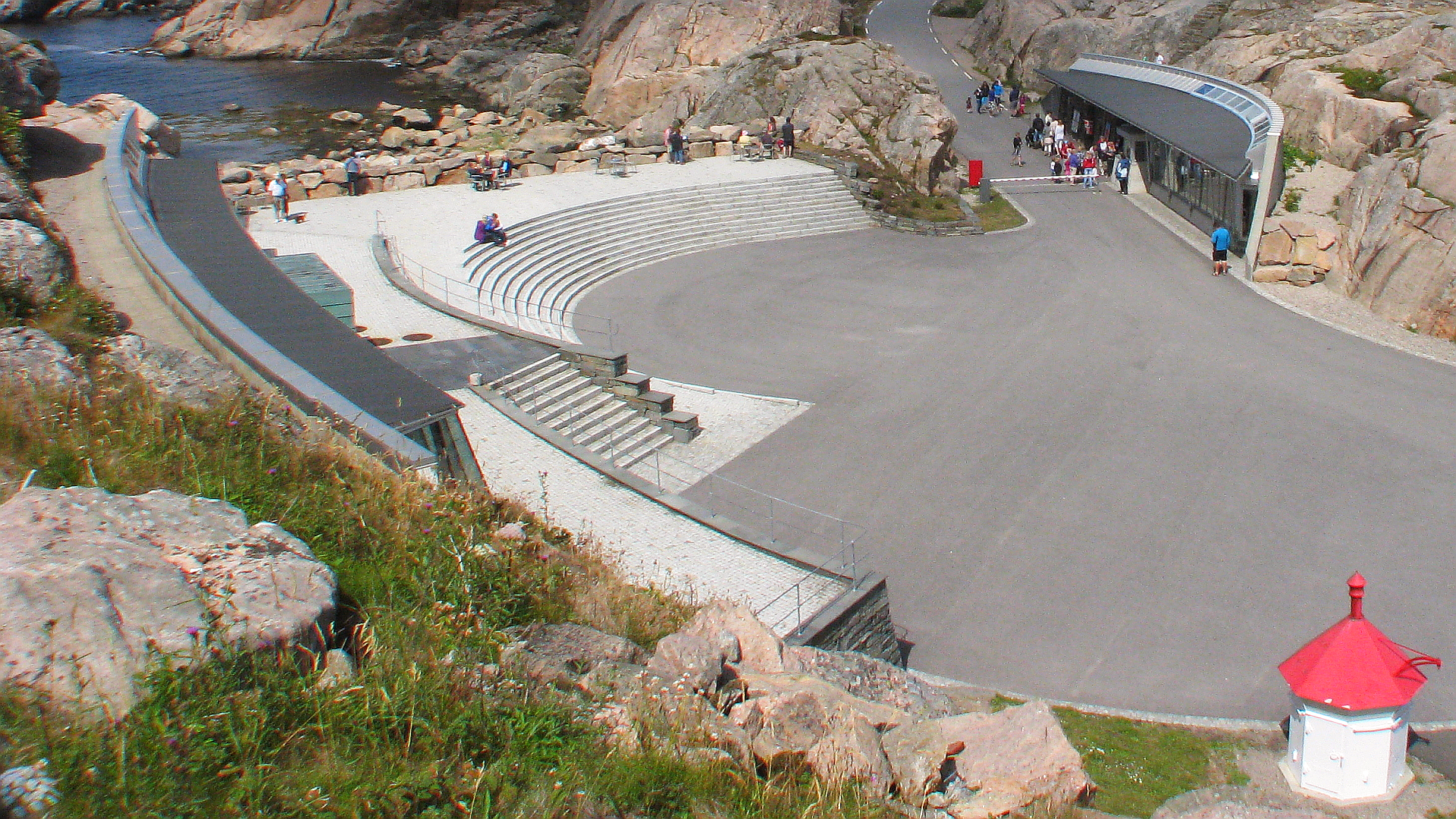
Millenium-FjellIhallen in den Felsen (2000–2004) und das Lindesnes Fyr Museum

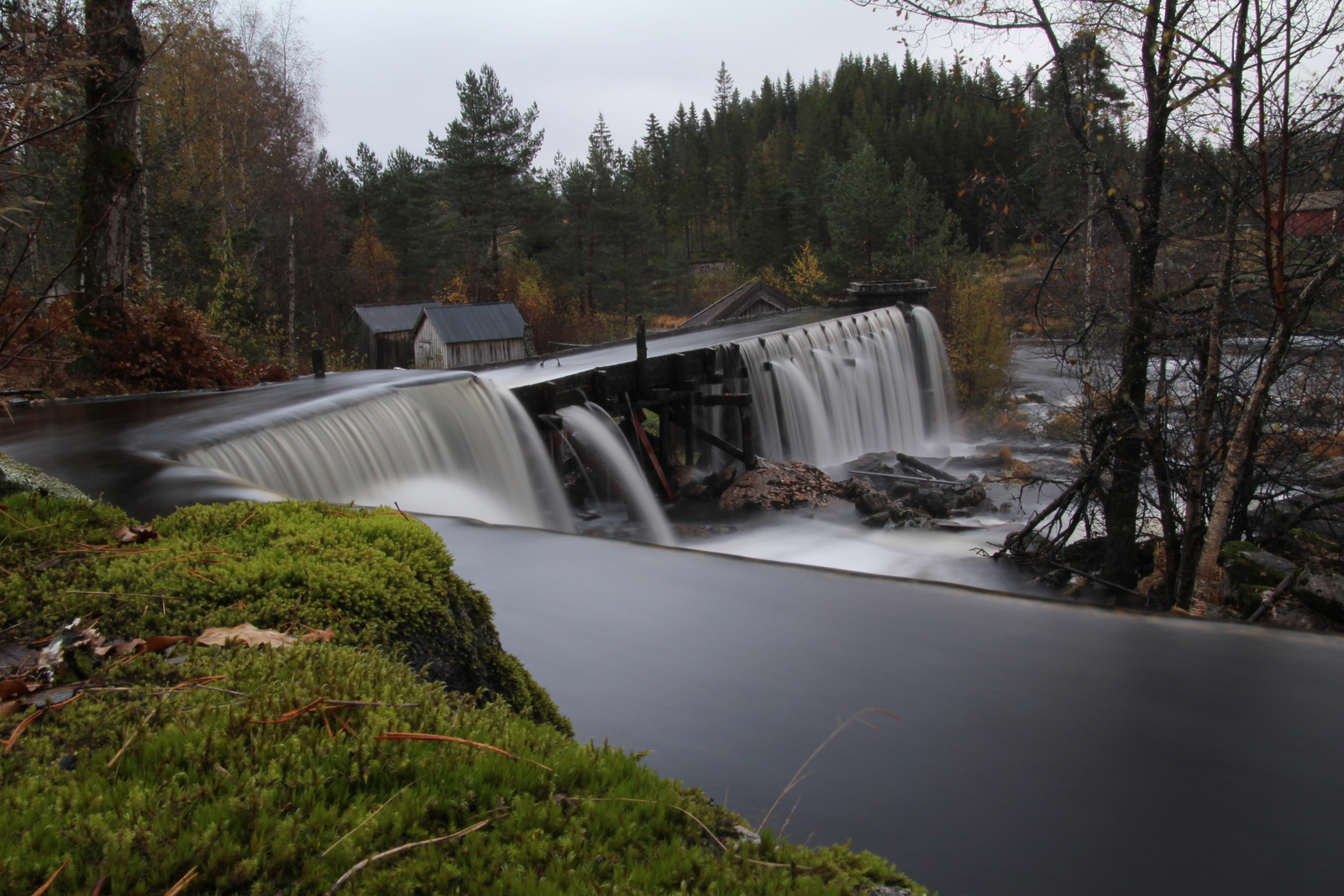
Sägewerk Bergstølsaga

- Fjellhallen im Fels (Millenium-Bauwerk 2000–2004)
- Sägewerk Bergstølsaga

Parks und Naherholung
- Barnas Tierpark

## Persönlichkeiten
- Peder Claussøn Friis (1545–1614), Geistlicher und geschichtlich-geografischer Verfasser
- Emanuel Vigeland (1875–1948), Maler aus Vigeland
- Gustav Vigeland (1869–1943), Bildhauer aus Vigeland
- Asbjørn Aavik (1902–1997), Missionar in China aus Åvik
- Ansgar Gabrielsen (1954–), Bürgermeister in Lindesnes, Stortingsrepresentant, Wirtschafts- und Gesundheitsminister